# Padre Pio (2000)
Padre Pio ist ein Italienischer Fernsehfilm und hat den katholischen Priester Pio von Pietrelcina, der auch als Pater Pio bekannt ist, zum Thema.

## Handlung

### Teil 1
Am 22. September 1968 besucht ein Inquisitor des Vatikans den erkrankten Pater Pio. Zahlreiche Verehrer sind anwesend, um den 50. Jahrestag von Pios Stigmata zu begehen; der Inquisitor jedoch will die Wahrheit herausfinden.
Schon als Kind hat Pater Pio beängstigende Visionen. Doch er fühlt seine Berufung, als er Zuflucht in einer Kirche findet und wenig später durch seine Kräfte ein krankes Kind heilt. Bald teilt der kleine Francesco seiner Familie mit, dass er wie sein Freund, Bruder Camillo, Mönch werden will. Unter hohem Einsatz ermöglichen ihm seine Eltern, zwei arme Bauersleute, seine Studien im Kapuzinerorden, in dem auch Bruder Camillo wirkt.
Francesco bekommt den Ordensnamen Pio von Pietrelcina. Im Orden wiederholen sich die Visionen, die er bereits als Kind erlebt hat. Pio erkrankt an einer Lungenentzündung mit ungewöhnlich hohem Fieber. Auf ärztliche Empfehlung hin geht er für eine Weile in seinen Geburtsort Pietrelcina, wo sich eine Besserung seiner Gesundheit einstellt und er als Priester wirkt.
Als er Zweifel verspürt, ob er schon bereit für Gottes Pläne ist, erlebt er seine ersten Stigmata. Er erlebt Visionen vom Teufel, der ihn davon abhalten will, Priester zu werden. Bald erfährt Pater Pio, dass er die Beichte abnehmen darf, er aber sein Zuhause verlassen muss, wenn er weiter als Priester wirken will. Doch Pater Pio und die Dorfbewohner erreichen, dass er in Pietrelcina bleiben darf; Pater Pio beeindruckt seinen Vorgesetzten damit, dass er ihm mit Informationen weiterhilft, die er auf normalem Wege nicht wissen kann.
Bei Ausbruch des Ersten Weltkrieges hat er Angst, in den Krieg zu ziehen, wird aber nicht eingezogen. Als er jedoch in den Orden zurückbeordert wird, fordert ihn der Satan in Visionen auf, eine Frau namens Raffaela Ceras zu retten, die im Sterben liegt. Sie will keine Sterbesakramente, sondern lediglich Pios Segen; vergeblich versucht er, durch Gebete ihr Leben zu retten.
Als sich seine Gesundheit verschlimmert, kommt er in das Kapuzinerkloster von San Giovanni Rotondo. Dort hilft er den Armen und kann den Bewohnern sagen, ob ihre Angehörigen eine Krankheit überstehen oder aus dem Krieg heimkehren werden. Als er an der vielen Armut in der Welt verzweifelt, kehren seine Visionen und Stigmata zurück. Eine ärztliche Untersuchung kann keine natürlichen Ursachen für die Stigmata finden. Der Vatikan reagiert skeptisch auf die Berichte; Pater Pio verweigert eine Untersuchung. Er macht es sich zur Gewohnheit, fingerlose Handschuhe anzuziehen. Bald kommen dem Bischof Gerüchte zu Ohren, Pater Pio hätte eine Liebschaft mit der jungen Dorfbewohnerin Cleonice Morcaldi.
Der Inquisitor hält Pater Pios Aussage, dass er nach 50 Jahren von den Stigmata befreit werden würde, für Schwindel. Daraufhin entblößt Pater Pio während eines Gottesdienstes unter Anwesenheit des Inquisitors seine Hände. Pater Pio bittet den Inquisitor, ihm die Beichte abzunehmen.

### Teil 2
Als junger Priester hat er weiterhin Visionen vom Satan, der ihm prophezeit, dass er bald einen geliebten Menschen verlieren wird. Nach Meinung des Arztes leitet Pater Pio an einer Hernie und muss operiert werden. Da Pater Pio sich weigert, das Kloster zu verlassen, wird er im Kloster operiert. Er verweigert den Einsatz von Anästhesie, damit nicht seine Stigmata während der Operation untersucht werden. Wenig später bekommt Pater Pio Besuch von seiner Mutter, die kurz darauf stirbt. Pater Pio verharrt drei Tage an ihrem Grab.
Da Pater Pios Gottesdienste entgegen den Anordnungen drei Stunden dauern, darf er keine Gottesdienste mehr abhalten und keine Beichte mehr abnehmen; Pater Raffaele wird sein Nachfolger. Als er im Kloster in Isolation gehalten wird, erfährt er die Unterstützung von Cleonice und anderen Dorfbewohnern. Bald kann er das Kloster wieder verlassen und seinen Tätigkeiten nachgehen.
Auch während des Zweiten Weltkrieges kann er den Dorfbewohnern bereits im Voraus sagen, ob ihre Angehörigen gesund aus der Schlacht zurückkehren werden. Pater Pio initiiert den Bau eines Krankenhauses für die Verwundeten des Krieges und wehrt sich dabei eindringlich gegen die Kommerzialisierung seiner Person.
Eines Tages lernt er den jungen Priester Karol Wojtyła kennen, dem er voraussagt, dass er eines Tages Papst werden wird. Auch dem Inquisitor ist Pater Pio schon mal begegnet, was sich nur mit Bilokation erklären lässt. Wenig später stirbt Pater Pios Vater; Pio nimmt ihm die Beichte ab. Der Satan wiederum führt ihn in einer Vision zu Cleonice, um ihn in Versuchung zu führen.
Kurz nach der Eröffnung des Krankenhauses erfährt Pater Pio, dass der Bankier, der das Vermögen des Krankenhauses angelegt hat, bankrottgegangen ist. Pater Pio weigert sich, das vorhandene Vermögen des Krankenhauses zur Sanierung der Finanzen einzusetzen. Während eines Gottesdienstes heilt Pater Pio eine vom Satan besessene junge Frau.
Bei seinen Untersuchungen wirft der Inquisitor ihm weitere finanzielle Unregelmäßigkeiten vor. Zudem unterstellt er Pater Pio intime Beziehungen mit Frauen, unter anderem Cleonice. Der Inquisitor wiederum weist Pios Vorwurf von sich, den Beichtstuhl des Paters mit Mikrofonen ausgestattet zu haben.
Pater Pio räumt dem Inquisitor gegenüber ein, möglicherweise Fehler begangen zu haben und bittet ihn um Absolution. Als er erwähnt, er wolle nicht so sterben wie jener junge Soldat, dem der Inquisitor während des Kriegs die Absolution verweigert hatte, bereut der Inquisitor, Pater Pio verfolgt zu haben, und gibt ihm die Absolution.
Nach dem Besuch des Inquisitors erklärt Pater Pio Gott, bereit zu sein, und stirbt wenig später. Im Jahr 1999 wird er von Papst Johannes Paul II., dem ehemaligen Priester Karol Wojtyła, seliggesprochen.

## Auszeichnungen
Im Jahr 2001 gewann Carlo Carlei bei den Los Angeles Italian Film Awards in der Kategorie Audience Award.